# Indie na Letnich Igrzyskach Olimpijskich 1996
Indie na Letnich Igrzyskach Olimpijskich 1996 reprezentowało 49 zawodników: 40 mężczyzn i dziewięć kobiet. Był to 19 start reprezentacji Indii na letnich igrzyskach olimpijskich.

## Zdobyte medale
| Medal | Zawodnik     | Dyscyplina   | Konkurencja             | Rezultat                                                                         |
| ----- | ------------ | ------------ | ----------------------- | -------------------------------------------------------------------------------- |
| Brąz  | Leander Paes | Tenis ziemny | gra pojedyncza mężczyzn | w meczu o 3. miejsce pokonał Brazylijczyka Fernando Meligeni 2:1 (3:6, 6:2, 6:4) |

## Skład kadry

### Badminton
Kobiety
- Varalakshimi Pandimukkala Venkata - gra pojedyncza - 17. miejsce,

Mężczyźni
- Deepankar Bhattacharya - gra pojedyncza - 17. miejsce,

### Boks
Mężczyźni
- Debendra Thapa waga papierowa do 48 kg - 17. miejsce,
- Gurcharan Singh waga półciężka do 81 kg - 17. miejsce,
- Lakha Singh waga ciężka do 91 kg - 17. miejsce,

### Hokej na trawie
Mężczyźni
- Subbaiah Anjaparavanda, Harpreet Singh, Riaz Nabi Muhammad, Sanjeev Kumar, Baljit Singh Saini, Sabu Varkey, Mukesh Kumar Nandanoori, Rahul Singh, Dhanraj Pillay, Pargat Singh, Baljit Singh Dhillon, Alloysius Edwards, Anil Alexander Aldrin, Gavin Ferreira, Ramandeep Singh Grewal, Dilip Kumar Tirkey - 8. miejsce,

### Jeździectwo
- Indrajit Lamba - WKKW indywidualnie - nie ukończył konkurencji,

### Judo
Kobiety
- Sunith Thakur - waga do 52 kg - 14. miejsce,
- Shah Kohli - waga powyżej 72 kg - 13. miejsce,

Mężczyźni
- Narinder Singh - waga do 60 kg - 21. miejsce,
- Najib Aga - waga do 65 kg - 13. miejsce,

### Lekkoatletyka
Kobiety
- Kalayathumkuzhi Beenamol, Rosa Kutty Kunnath Chacko, Jyotirmoyee Sikdar, Shiny Abraham-Wilson - sztafeta 4 x 400 m - odpadły w eliminacjach (dyskwalifikacja),

Mężczyźni
- Bahadur Prasad - bieg na 1500 m - odpadł w eliminacjach,
- Shakti Singh - rzut dyskiem - 30. miejsce,

### Łucznictwo
Mężczyźni
- Changte Lalremsaga - indywidualnie - 25. miejsce,
- Skalzang Dorje - indywidualnie - 47. miejsce,
- Limba Ram - indywidualnie - 63. miejsce,
- Changte Lalremsaga, Skalzang Dorje, Limba Ram - drużynowo - 14. miejsce,

### Pływanie
Kobiety
- Sangeeta Puri - 50 m stylem dowolnym - 48. miejsce.

Mężczyźni
- Sebastian Xavier - 50 m stylem dowolnym - 49. miejsce,

### Podnoszenie ciężarów
Mężczyźni
- Badathala Adisekhar - waga do 56 kg - 18. miejsce,
- Raghavan Chanderasekaran - waga do 59 kg - 11. miejsce,
- Sandeep Kumar - waga do 64 kg - 33. miejsce,
- Samsudeen Kabeer - waga do 70 kg - 23. miejsce,
- Satheesha Rai - waga do 76 kg - 15. miejsce,

### Strzelectwo
Mężczyźni
- Jaspal Rana

pistolet pneumatyczny - 29. miejsce,
pistolet dowolny - 45. miejsce,
- Mansher Singh - trap - 31. miejsce,

### Tenis stołowy
Kobiety
- Ambika Radhika - gra pojedyncza - 49. miejsce,

Mężczyźni
- Chetan Baboor - gra pojedyncza - 49. miejsce,

### Tenis ziemny
Mężczyźni
- Leander Paes - gra pojedyncza - 3. miejsce,
- Mahesh Bhupathi, Leander Paes - gra podwójna - 9. miejsce,

### Zapasy
Mężczyźni
- Pappu Jadav - styl klasyczny waga do 52 kg - 17. miejsce,